# Salgueiro AC
Der Salgueiro Atlético Clube, in der Regel nur kurz Salgueiro AC genannt, ist ein Fußballverein aus Salgueiro im brasilianischen Bundesstaat Pernambuco. Aktuell spielt der Verein in der Staatsmeisterschaft von Pernambuco.

## Geschichte
Der Verein wurde am 23. Mai 1972 gegründet. Der größte Vereinserfolg war der Gewinn der Staatsmeisterschaft von Pernambuco im Jahr 2020.

## Erfolge
- Staatsmeisterschaft von Pernambuco: 2020
- Copa Pernambuco: 2005
- Staatsmeisterschaft von Pernambuco – Segunda Divisão: 2007

## Stadion

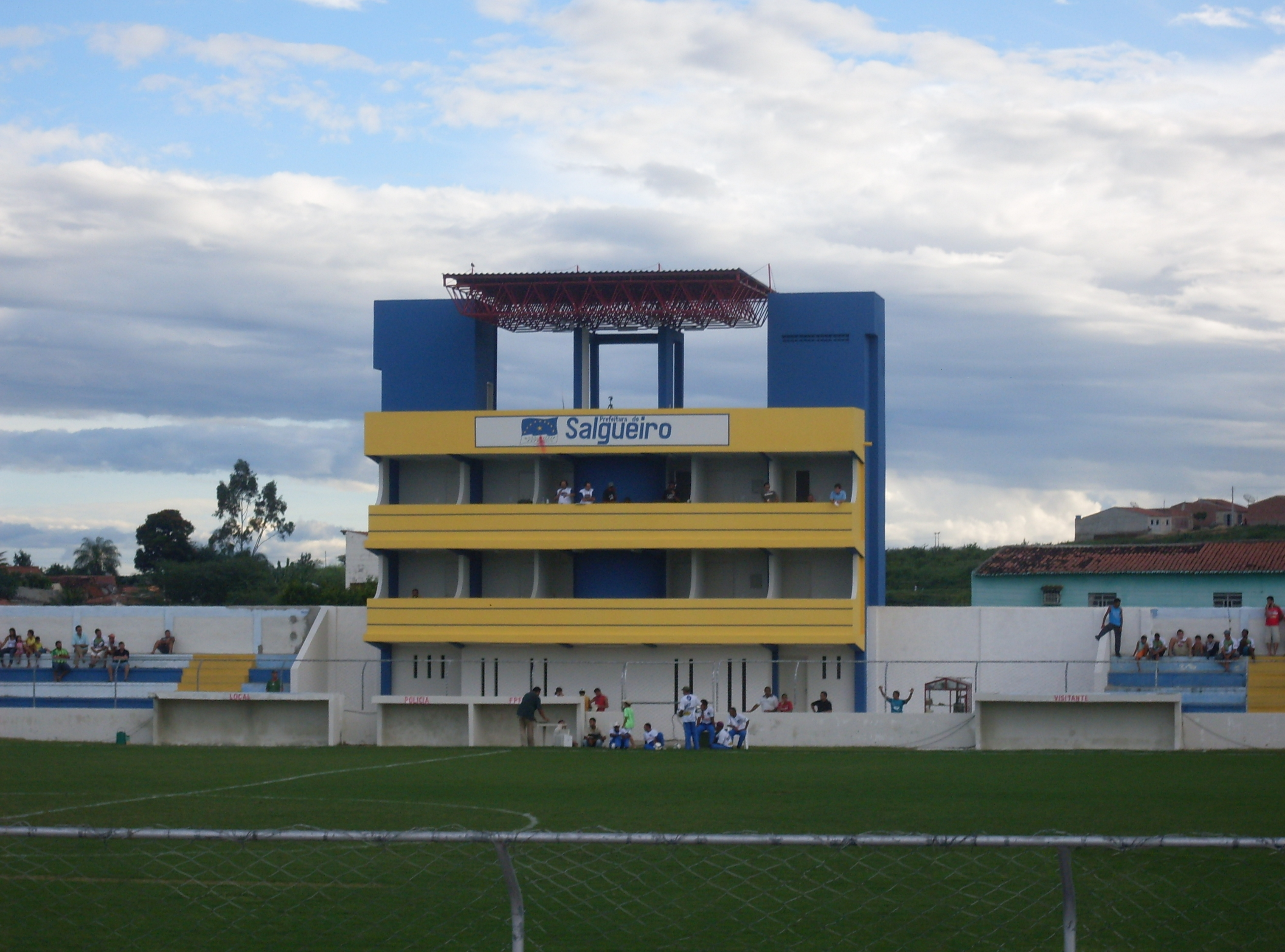
Estádio Cornélio de Barros

Der Verein trägt seine Heimspiele im Estádio Cornélio de Barros in Salgueiro aus. Das Stadion hat ein Fassungsvermögen von 11.000 Personen.

## Trainerchronik
Stand: Oktober 2024
| Trainer              | Nation            | von               | bis                |
| -------------------- | ----------------- | ----------------- | ------------------ |
| Neco                 | Brasilien         | 20. Februar 2011  | 7. August 2011     |
| Mauricio Simões      | Brasilien         | 8. August 2011    | 29. August 2011    |
| Luiz Carlos Barbieri | Brasilien Italien | 30. August 2011   | 5. Oktober 2011    |
| Neco                 | Brasilien         | 6. Oktober 2011   | 2. November 2012   |
| Marcelo Chamusca     | Brasilien         | 18. Januar 2013   | 30. September 2013 |
| Fernando Alcântara   | Brasilien         | 19. April 2014    | 27. Oktober 2014   |
| Sérgio China         | Brasilien         | 11. Dezember 2014 | 10. Oktober 2015   |
| Sérgio China         | Brasilien         | 16. Dezember 2015 | 9. Mai 2016        |
| Evandro Guimarães    | Brasilien         | 25. Mai 2016      | 11. September 2017 |
| Paulo Júnior         | Brasilien         | 16. Januar 2018   | 16. Februar 2018   |
| Sérgio China         | Brasilien         | 22. Februar 2018  | 15. April 2019     |
| Daniel Neri          | Portugal          | 2. Mai 2019       | 29. April 2021     |
| Marcos Tamandaré     | Brasilien         | 30. April 2021    | 20. Mai 2021       |
| Marcos Tamandaré     | Brasilien         | 5. Januar 2022    |                    |
| Sílvio Criciúma      | Brasilien Italien | 17. Januar 2022   | 1. Mai 2022        |